# Рокафорцата
Рокафорцата (итал. Roccaforzata) је насеље у Италији у округу Таранто, региону Апулија.
Према процени из 2011. у насељу је живело 1746 становника. Насеље се налази на надморској висини од 136 м.

## Становништво
Према резултатима пописа становништва 2011. у општини је живело 1.823 становника.
| 1931. | 1936. | 1951. | 1961. | 1971. | 1981. | 1991. | 2001. | 2011. |
| ----- | ----- | ----- | ----- | ----- | ----- | ----- | ----- | ----- |
| 1.027 | 1.026 | 1.461 | 1.350 | 1.413 | 1.827 | 1.654 | 1.756 | 1.823 |